# رنه مارتنس
رنه مارتنس (انگلیسی: René Martens؛ زادهٔ ۲۷ مهٔ ۱۹۵۵) دوچرخه‌سوار اهل بلژیک بود.
از باشگاه‌هایی که در آن بازی کرده‌است می‌توان به تیم دوچرخه‌سواری فلاندریا اشاره کرد.